# Зибарев, Павел Викторович
Павел Викторович Зибарев (1955—2012) — доктор технических наук, профессор.

## Биография
Родился в 1955 году в  семье Зибарева Виктора Андреевича, (впоследствии доктора исторических наук, профессора) и Серебряковой Музы Павловны (впоследствии заслуженного работника культуры РСФСР). В 1977 году окончил химический факультет ТГУ. В 1988 году защитил кандидатскую диссертацию. В 1997 году защитил диссертацию на степень доктора технических наук на тему "Газохроматографический контроль объектов окружающей среды с использованием радиационно-модифицированных полимерных сорбентов". С 1997 года — профессор кафедры охраны труда и охраны окружающей среды ТГАСУ. С 2004 года профессор кафедры химии ТГАСУ. Опубликовал 60 научных работ, в том числе одна монография, 10 методических пособий.
Брат — А.В. Зибарев (1952) — доктор химических наук, профессор, работает в Новосибирском институте органической химии им. Н.Н. Ворожцова СО РАН и Новосибирском государственном университете.